# おぎやはぎの「ブス」テレビ
『おぎやはぎの「ブス」テレビ』は、インターネットテレビ局AbemaTVのAbemaSPECIALチャンネルで2017年1月23日から配信されているトークバラエティ番組。副題は「BROADCAST EVERY MONDAY 21:00 CAST IS OGIYAHAGI AND BUSU」。

## 概要
「ブスに幸せと勇気を与える」と銘打ち、「ブス」を主役に据えたバラエティ番組である。
“世には一見美人が溢れているように見えるが、本当はブスのほうが多数派で、すなわちブスの声に耳を傾けていないだけ”ということを題目に、スタジオには「ブス」として選ばれた女性パネラー（ブスメンバーと呼称）が10名前後ひな壇に着席し、MCのおぎやはぎとトークを繰り広げる。ときおり容姿にまつわる過激な発言が出ることもあり、おぎやはぎは「最低な番組」「いつか絶対怒られる」と自虐。冗談交じりではあるが「『ブステレビ』に出ているのが恥ずかしい」と述べ、公式プロフィールには出演も載せていない、としていた。
番組タイトルや内容には「容姿いじりは古い」など批判もあり、企画立ち上げ当初は内部でも誰が観るのだろうという意見もあったが、視聴データによると全体の55％は女性視聴者、特に34歳以下の女性が視聴者全体の40％を占めていたという意外な結果であった。プロデューサーの濱崎は普遍的なテーマや悩み相談が受けており、一般的なメディアでは正論である「みんな違って、みんな美しい」という答えであるのに対し、建前だけで終わらせず、「こんなこと言われたんですけど、ヒドくないですか？」とグチる番組である点を番組が評価された理由ではないかとしている。
唯一の男性レギュラーであるおぎやはぎのMC起用は、「企画自体が物議をかもすものなので、尖った芸風の芸人だと、番組企画とぶつかってしまうと考えました。攻撃的なタレントさんは避けようとなりました」。加えて「好感度を気にしないけど本音トークが上手な芸人さんに担当して欲しかったんです。その結果、おぎやはぎさんにたどり着きました」と前述の濱崎は回答している。
2016年12月17日にパイロット版が配信され、2017年からレギュラー番組に昇格。「AbemaGOLDEN 9」のラインナップの一つとなっていた。通常は45分間だが、2時間スペシャルが放送されることもあった。放送（配信）が月曜21時台のため、「月9」をアピールしていた。2020年4月6日に最終回を迎えた。

## 内容
MCおぎやはぎと「ブスメンバー」と呼ばれる女性パネラーがVTRをもとにトークを繰り広げる。女性パネラーは若手芸人や舞台女優、ユーチューバーなどのほか、いわゆる「一般人」までさまざまで、一般応募も受け付けている。メンバーは週によって替わる。
毎週、タレントゲストが登場する。「美人ゲスト」はおぎやはぎの横に座り、「ブス」としてのゲストは、前述のメンバーに混じってトークに参加する。
おぎやはぎ以外の出演者は（美人ゲスト含め）、あだ名を書いた名札をつけている。

## 主な企画
- ◯◯なブス - 東京・大阪の街頭で「◯◯なブスのここがイヤだ」をテーマにインタビューを行う[注 4]。またインタビュー内容を軸にスタジオでもエピソードトークを広げる。
- インタビュー - 事前にブスメンバー1名ずつにインタビューし、「ブスならではのエピソード」を聞く。また番組末期にはブスメンバー個人のプロフィールを掘り下げる再現ドキュメンタリー企画にも発展した。
- ブスリサーチ - 週替わりのVTR企画。ブスメンバーのセクシー写真撮影、小学生に顔を見せ感想を言わせる企画など。
- 詐欺メイク - 「達人」が出演者にメイクを施し、スタジオ出演者がビフォーアフターを見て驚く企画。
- ロケ - メンバー数名が温泉やキャンプ場などでロケを行う。ゲーム、トーク、ドッキリ企画など。2～3週に分けて放送する。

## 出演者

### レギュラー
- MC： 小木博明、矢作兼（おぎやはぎ）
- ブスメンバー（順不同）
  - 岡本美樹（クロヤギ）[注 5]、後藤奈央（なかよし）、ぐっち（ぷらんくしょん）[注 6]、わたなべるんるん、関谷友美（ハナイチゴ）、坂本舞菜（仮面女子）、吉住、浅川琴音（大吟嬢） 、八つ橋てまり、⊿あべみな（元ジョリー惑星）、アイドル鳥越（元HENHEN事変）、薄幸（納言）[注 7]、だいどぅ（たべごろピーチ）、かなで（3時のヒロイン）、 河合亜由子、大越美咲、アミ（ポンループ）、福間美里、あやちん、ちひろ、山田ゆき、高原けい、土佐みきよ、モリィ、菊地ゆうか（MAGENTA RODEO）、原西なつみ、他毎週10名前後が選抜。また、前列および後列左端は週替わりのゲストブスメンバーの席となっている。

### 主なゲスト
- ゲストブスメンバー
  - 八幡カオル、ぱいぱいでか美、阿佐ヶ谷姉妹、ガンバレルーヤ、手島優、たんぽぽ、はら（ゆにばーす）、近藤くみこ（ニッチェ）、キンタロー。、野呂佳代、誠子（尼神インター）、バービー（フォーリンラブ）、光浦靖子・大久保佳代子（オアシズ）、LUNA 、IMALU[6]、須田亜香里[7]、松村香織[8]、天木じゅん[9]板野成美[10]、安藤なつ（メイプル超合金）、花崎阿弓、西野未姫、丸山桂里奈、アンゴラ村長（にゃんこスター）、オカリナ・ゆいP（おかずクラブ）、山﨑ケイ（相席スタート）、青山ひかる、横澤夏子、他
- 美人ゲスト
  - 磯山さやか、菊地亜美、重盛さと美、鈴木奈々、ミラクルひかる、小桃音まい。矢口真里、筧美和子、大石絵理、岸明日香、葉加瀬マイ、RaMu、KANAE・KAZUE（CYBERJAPAN DANCERS）、岡井千聖、他

## スタッフ
- プロデューサー：濱崎賢一[4]
- 技術協力：ニユーテレス
- 美術協力：フジアール
- 制作協力：イースト・ファクトリー[11]
- 制作著作：AbemaTV